# Malick Thiaw
Pour les articles homonymes, voir Thiaw.
Malick Thiaw, né le 8 août 2001 à Düsseldorf en Allemagne, est un footballeur international allemand qui évolue au poste de défenseur central à Newcastle United.

## Biographie

### En club
Né à Düsseldorf en Allemagne, Malick Thiaw commence sa carrière professionnelle à Schalke 04. Le 7 mars 2020, Malick Thiaw joue son premier match en professionnel, lors d'une rencontre de Bundesliga face au TSG Hoffenheim. Il entre en jeu à la place de Jonjoe Kenny lors de cette rencontre où les deux équipes se séparent sur un match nul (1-1). Le 30 octobre 2020, Thiaw inscrit son premier but en professionnel, lors d'un match de championnat face au VfB Stuttgart. Il ouvre le score ce jour-là, en reprenant de la tête un coup franc d'Amine Harit, mais les deux équipes se séparent sur un match nul (1-1).
Le 29 août 2022, Malick Thiaw rejoint l'Italie afin de s'engager en faveur de l'AC Milan. Il signe un contrat courant jusqu'en juin 2027,.
Thiaw joue son premier match sous ses nouvelles couleurs le 16 octobre 2022, à l'occasion d'un match de championnat contre l'Hellas Vérone. Il entre en jeu à la place de Rafael Leão et son équipe s'impose par deux buts à un.

### En sélection nationale
Né d'un père sénégalais et d'une mère finlandaise mais ayant grandi en Allemagne, Malick Thiaw a le choix de représenter le Sénégal, la Finlande ou l'Allemagne.
En 2017, il est appelé avec l'Équipe de Finlande des moins de 17 ans, mais ne joue finalement aucun match.
Le 15 mars 2021, il est appelé par Stefan Kuntz avec l'Équipe d'Allemagne espoirs pour participer au Championnat d'Europe espoirs 2021 se déroulant en Hongrie et Slovénie.

## Vie privée
Né à Düsseldorf en Allemagne, d'un père sénégalais et d'une mère finlandaise, Malick Thiaw ne possède initialement que la nationalité finlandaise. Il obtient la nationalité allemande après naturalisation en 2021.

## Statistiques
| Saison                | Club                  | Championnat           | Championnat | Championnat | Championnat | Coupe(s) nationale(s) | Coupe(s) nationale(s) | Coupe(s) nationale(s) | Supercoupe | Supercoupe | Supercoupe | Compétition(s) continentale(s) | Compétition(s) continentale(s) | Compétition(s) continentale(s) | Compétition(s) continentale(s) | Total | Total | Total |
| Saison                | Club                  | Division              | M.          | B.          | P.d.        | M.                    | B.                    | P.d.                  | M.         | B.         | P.d.       | Comp.                          | M.                             | B.                             | P.d.                           | M.    | B.    | P.d.  |
| 2019-2020             | Schalke 04            | Bundesliga            | 4           | 0           | 0           | -                     | -                     | -                     | -          | -          | -          | -                              | -                              | -                              | -                              | 4     | 0     | 0     |
| 2020-2021             | Schalke 04            | Bundesliga            | 19          | 1           | 0           | 3                     | 0                     | 0                     | -          | -          | -          | -                              | -                              | -                              | -                              | 22    | 1     | 0     |
| 2021-2022             | Schalke 04            | 2. Bundesliga         | 31          | 2           | 0           | 1                     | 0                     | 0                     | -          | -          | -          | -                              | -                              | -                              | -                              | 32    | 2     | 0     |
| 2022-2023             | Schalke 04            | Bundesliga            | 3           | 0           | 0           | -                     | -                     | -                     | -          | -          | -          | -                              | -                              | -                              | -                              | 3     | 0     | 0     |
| Sous-total            | Sous-total            | Sous-total            | 57          | 3           | 0           | 4                     | 0                     | 0                     | -          | -          | -          | -                              | -                              | -                              | -                              | 61    | 3     | 0     |
| 2022-2023             | AC Milan              | Serie A               | 20          | 0           | 0           | -                     | -                     | -                     | -          | -          | -          | C1                             | 4                              | 0                              | 0                              | 24    | 0     | 0     |
| 2023-2024             | AC Milan              | Serie A               | 21          | 0           | 0           | -                     | -                     | -                     | -          | -          | -          | C1+C3                          | 5+4                            | 0+0                            | 0+0                            | 30    | 0     | 0     |
| 2024-2025             | AC Milan              | Serie A               | 22          | 0           | 0           | 2                     | 0                     | 0                     | 2          | 0          | 0          | C1                             | 5                              | 1                              | 1                              | 31    | 1     | 1     |
| Sous-total            | Sous-total            | Sous-total            | 63          | 0           | 0           | 2                     | 0                     | 0                     | 2          | 0          | 0          | -                              | 18                             | 1                              | 1                              | 85    | 1     | 1     |
| Total sur la carrière | Total sur la carrière | Total sur la carrière | 120         | 3           | 0           | 6                     | 0                     | 0                     | 2          | 0          | 0          | -                              | 18                             | 1                              | 1                              | 146   | 4     | 1     |

## Palmarès
| Schalke 04 (1)                                        | Milan AC (1)                                 |
| ----------------------------------------------------- | -------------------------------------------- |
| - Championnat d'Allemagne de D2 (1) - Champion : 2022 | - Supercoupe d'Italie (1) - Vainqueur : 2024 |